# Élections législatives ghanéennes de 2008
Les élections légisaltives ghanéennes de 2008 se tiennent le même jour que l'élection présidentielle, c'est-à-dire le 7 décembre 2008.